# Nornäs kapell
Nornäs kapell är en kyrkobyggnad som tillhör Älvdalens församling i Västerås stift. Kapellet ligger vid sjön Noren i samhället Nornäs. Vid kapellet ligger också en begravningsplats.

## Kyrkobyggnaden
1889 iordningställdes en begravningsplats i Nornäs. På 1940-talet uppfördes ett bisättningshus nedanför kyrkogården. År 1957 besöktes platsen av biskop John Cullberg och han kom insåg att ett bättre bisättningshus eller kapell behövdes.
Träkapellet med intilliggande klockstapel uppfördes sommaren 1965 efter ritningar av arkitekt Ernst Auby. 18 september samma år invigdes kapellet av biskop Sven Silén. I byggnadens sydvästra sida finns en förhall med ingång och i dess nordöstra hörn finns en inbyggd sakristia. Kapellet har ett plåttäckt sadeltak och ytterväggar klädda med vitmålad lockpanel. Kyrkorummet är vitmålat och har en altarvägg av naturfärgad träpanel.
Orgeln är byggd av Gunnar Carlsson från Borlänge.